# 大蔡胡氏宗祠
29°28′29.93″N 121°19′49.25″E / 29.4749806°N 121.3303472°E
大蔡胡氏宗祠是中国浙江省宁海县的一座祠堂，位于深甽镇大蔡村。建筑始建于清嘉庆十四年（1809年）。宗祠设有双藻井戏台，2006年5月与县内其他9处古戏台以宁海古戏台的名义被列入第六批全国重点文物保护单位。